# Florian Huettl

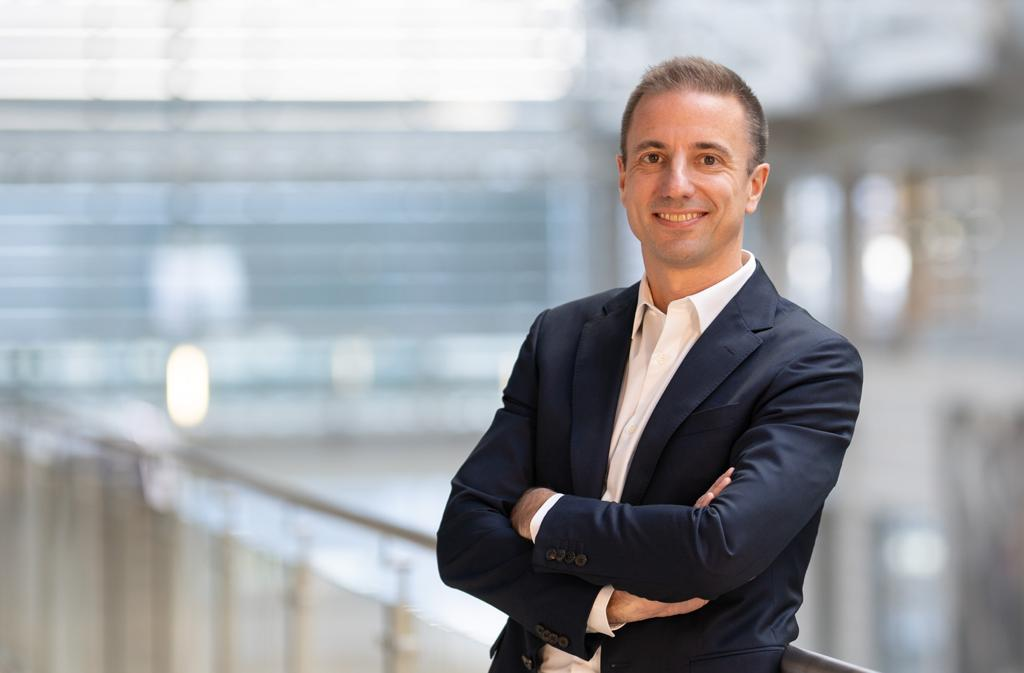
Florian Huettl, 2023

Florian Huettl (* 27. Februar 1977) ist ein deutscher Manager in der Automobilindustrie. Seit Juni 2022 ist er Geschäftsführer der Opel Automobile GmbH. In den letzten 20 Jahren bekleidete er verschiedene leitende Positionen bei Stellantis und Renault.

## Werdegang
Florian Huettl studierte an der Fachhochschule der Wirtschaft in Bergisch Gladbach und erwarb einen Bachelor of Business Administration in International Business Management.
Huettl begann im Jahr 2000 bei Renault als Area Sales Manager und durchlief in 20 Jahren in diesem Unternehmen verschiedene Managementpositionen im Marketing und Verkauf.
Ab 2008 war er Head of Marketing Communications Deutschland, ein Jahr später bekleidete er den Posten als Marketing-Direktor in der Schweiz. Im Jahr 2013 wechselte Huettl nach Russland, wo er als Sales und Marketing Director für Eurasien zuständig war. Seine letzte berufliche Station bei Renault trat er in Frankreich an, wo er als stellvertretender Geschäftsführer im Bereich Sales Forecast und Distribution tätig war.
Im März 2021 wechselte Huettl zum Stellantis-Konzern, wo er im Januar 2022 die Leitung für Vertrieb und Marketing übernahm. Am 1. Juni 2022 wurde Huettl zum Geschäftsführer der Opel Automobile GmbH ernannt und damit Nachfolger von Uwe Hochgeschurtz. Als Mitglied des Stellantis-Führungsteams berichtet er direkt an den Stellantis-Vorstandsvorsitzenden Carlos Tavares.